# Zhao Junpeng

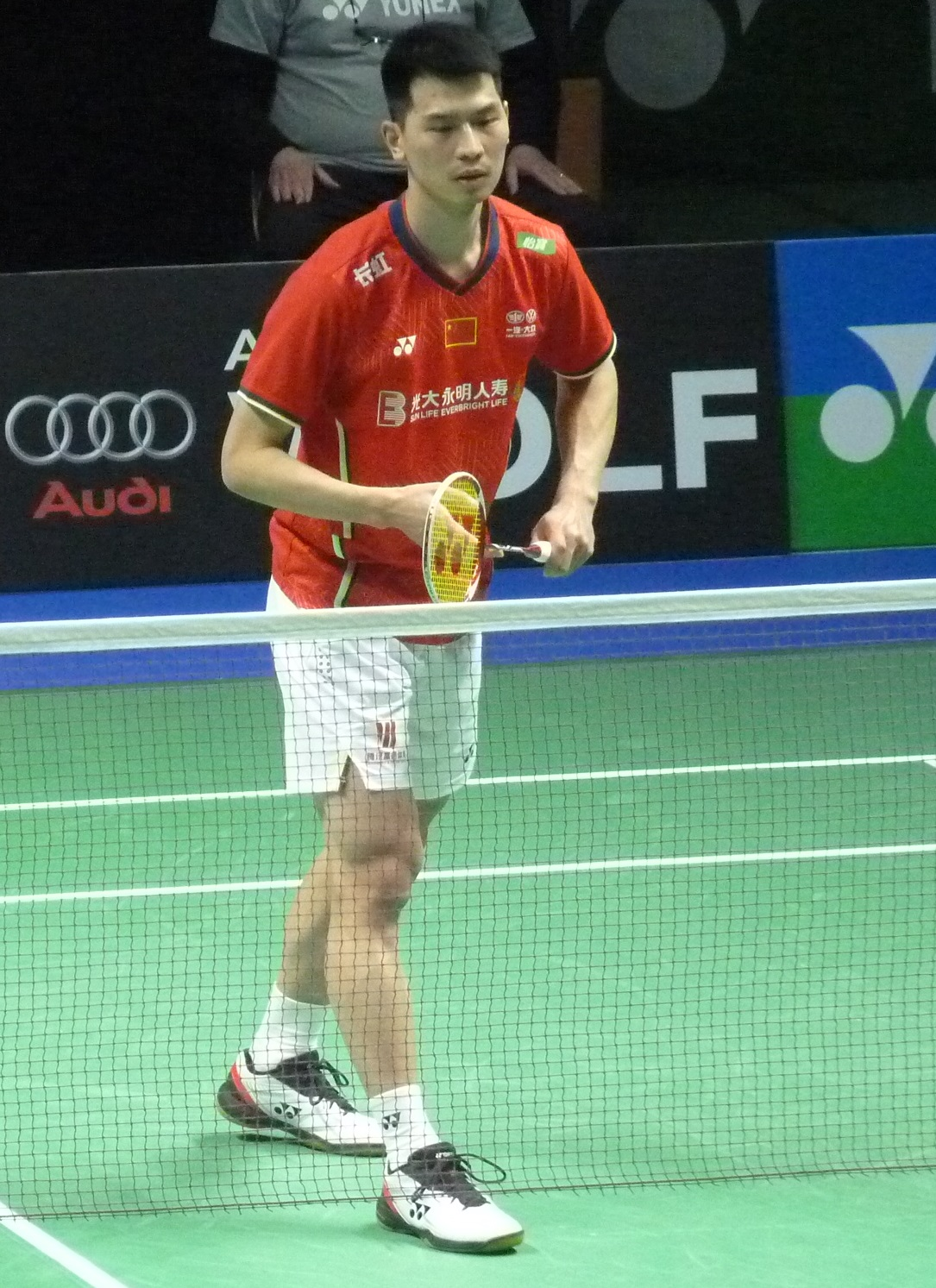

Zhao Junpeng (chinesisch 趙俊鵬, Pinyin Zhào Jùnpéng;* 2. Februar 1996 in Nanchang, Jiangxi) ist ein chinesischer Badmintonspieler.

## Karriere
Zhao machte bei internationalen Wettkämpfen auf sich aufmerksam, als er 2013 mit dem chinesischen Team Juniorenasienmeister wurde und bei den Weltmeisterschaften der Junioren in zwei Disziplinen die Bronzemedaille erspielte. Im Jahr darauf wurde er im Herreneinzel Dritter bei den beiden Wettkämpfen und triumphierte jeweils mit der Nationalmannschaft. 2015 siegte Zhao bei den erstmals ausgetragenen Nationalspielen der Junioren. Im Folgejahr zog er in seinem Heimatland bei den Chinese International ins Endspiel ein, bevor er mit seinem Sieg bei den Macau Open seinen ersten Wettkampf des BWF Grand Prix gewann. Außerdem setzte Zhao sich gegen Shi Yuqi durch, um das Finale der Chinesischen Meisterschaften zu gewinnen. Im folgenden Jahr wurde Zhao erneut Vizemeister bei den Lingshui China Masters und erspielte mit dem Nationalteam die Bronzemedaille bei den Mannschaftsasienmeisterschaften. 2018 wurde Zhao mit dem chinesischen Herrenteam Zweiter bei den Kontinentalmeisterschaften, bevor er im Jahr darauf mit der gemischten Mannschaft in Hong Kong bei dem Turnier erfolgreich war. Drei Jahre später erreichte der Chinese zum ersten Mal das Endspiel eines Turniers der BWF World Tour, als er im Finale der Indonesia Open am Olympiasieger Viktor Axelsen scheiterte. Darüber hinaus erspielte er bei den Weltmeisterschaften die Bronzemedaille.

## Sportliche Erfolge
| Jahr | Veranstaltung                           | Platz | Disziplin    |
| ---- | --------------------------------------- | ----- | ------------ |
| 2013 | Juniorenasienmeisterschaft 2013         | 1.    | Mannschaft   |
| 2013 | Juniorenweltmeisterschaft 2013          | 3.    | Herreneinzel |
| 2013 | Juniorenweltmeisterschaft 2013          | 3.    | Mannschaft   |
| 2013 | Chinesische Nationalspiele 2013         | 3.    | Mannschaft   |
| 2014 | Juniorenasienmeisterschaft 2014         | 3.    | Herreneinzel |
| 2014 | Juniorenasienmeisterschaft 2014         | 1.    | Mannschaft   |
| 2014 | Juniorenweltmeisterschaft 2014          | 3.    | Herreneinzel |
| 2014 | Juniorenweltmeisterschaft 2014          | 1.    | Mannschaft   |
| 2015 | Chinesische Jugend-Nationalspiele 2015  | 1.    | Herreneinzel |
| 2016 | Macau Open 2016                         | 1.    | Herreneinzel |
| 2016 | Chinese International 2016              | 2.    | Herreneinzel |
| 2016 | Chinesische Badmintonmeisterschaft 2016 | 1.    | Herreneinzel |
| 2017 | Asienmeisterschaft 2017                 | 3.    | Mannschaft   |
| 2017 | Chinese International 2017              | 2.    | Herreneinzel |
| 2018 | Asienmeisterschaft 2018                 | 2.    | Mannschaft   |
| 2019 | Asienmeisterschaft 2019                 | 1.    | Mannschaft   |
| 2019 | Chinesische Badmintonmeisterschaft 2019 | 3.    | Herreneinzel |
| 2022 | Indonesia Open 2022                     | 2.    | Herreneinzel |
| 2022 | Weltmeisterschaft 2022                  | 3.    | Herreneinzel |